# Безвухий варан
Безвухий або калімантанський варан (Lanthanotus borneensis) — вид ящірок, єдиний представник власної родини. Невеликий варан 40 см завдовжки. Довжина тулубу з головою (L.) до 25 см, тіло вкрите дрібною лускою; вздовж спини та короткого хвоста декілька рядів дрібних рогових конічних бугорків. Від варанів відрізняються відсутністю верхньої скроневої дуги та наявністю зубів на піднебінних та криловидних кістках. Язик здатен втягуватись у особливу піхву. Зовнішні вушні отвори відсутні. У рухливій нижній повіці — кругле прозоре вікно. Біологія виду практично не вивчена. Поширений тільки на північному заході острову Калімантан.